# Odpočívající Kristus ze Seebergu
Odpočívající Kristus ze Seebergu s donátorkou z rodu Zedwitzů (kolem r. 1509) je jednou ze čtyř soch stejného námětu v chebských sbírkách. Autorem byl patrně anonymní Mistr Madony z Kamenné ulice, jehož velká řezbářská dílna měla sídlo v Chebu; díla z ní pocházející mají nezaměnitelný rukopis. Socha je zapůjčena do Galerie výtvarného umění v Chebu z Městského muzea Františkovy Lázně.

## Historie díla
Socha byla nalezena v interiéru hradního kostela sv. Wolfganga v Seebergu. Do kostela sv. Wolfganga se mohla dostat až druhotně, např. z Libé nebo Neubergu u Aše, které patřily Zedwitzům. Donátorkou byla s velkou pravděpodobností Magdalena Sack von Mühldorf, druhá manželka Veitha von Zedwitz na Neubergu u Aše, který zemřel roku 1509.

## Popis a zařazení
Dřevěná plně plastická socha 132 x 69 x 53 cm, vzadu opracovaná, se zbytky původní polychromie, inv. č. S 83. Chybí prsty pravé nohy a většina trnů v trnové koruně. U nohou Krista je erb, identifikovaný dle zachovaných zbytků barev jako erb rodiny Zedwitzů. Vedle erbu je malá klečící postava donátorky s hlavou pokrytou vdovským čepcem, která drží v sepjatých rukách velký růženec. Restaurovali B. Zemánek (1974) a J. Živný (1986).
Rozkročený Kristus sedí na zelené skále a pravou rukou, opřenou loktem o koleno, si podpírá hlavu. Kompozici vyvažuje levá ruka, kterou se opírá o stehno. Pohledem směřuje k podstavci, kde je zobrazena klečící donátorka. Anatomie nahého těla s naznačenými svaly a kostmi je povšechná a objem je veden spíše do šířky. Trojúhelníkovou tvář se širokým čelem a silným nosem rámují vousy a dlouhé prameny vlasů. Provedení detailů odpovídá chebské dílně, dříve spojované s Mistrem Madony z Kamenné ulice. K rozpoznávacím znakům dílny patří širší neklenuté nehty, přesahující konečky prstů na rukou i nohou, plastické kontury očí a charakteristická řezba vlasů.
Ze stejné dílny pocházejí i tři další sochy odpočívajících Kristů, zpracované podle stejného schématu. Ševčíková tyto práce spojila s tzv. Mistrem Oplakávání z Ostrohu, ale podle Vykoukala k tomu není důvod, protože samotný reliéf Oplakávání je oproti soše Odpočívajícího Krista ze Seebergu méně kvalitní řezbou průměrné dílenské kvality.
Většina soch Odpočívajícího Krista vznikla kolem roku 1500 a v první čtvrtině 16. století, v předvečer reformace. Nejvíce jich je zachováno v oblasti severozápadních Čech a v Sasku, které byly reformací silně zasaženy. Kristus je zobrazen v konkrétním okamžiku jeho pozemského utrpení, kdy cestou na Golgotu odpočívá při vlečení kříže. Věřícímu je tak představen ve své lidské přirozenosti a vybízí ho k rozjímání.

### Jiná díla
- Odpočívající Kristus z Horních Loman[5]
- Odpočívající Kristus z Aše[6]
- Odpočívající Kristus (z kostela sv. Václava, dominikánský klášter v Chebu?)[2]
- Odpočívající Kristus z Chlumu nad Ohří (soukromý majetek)[7]
- Ukřižovaný z Pomezí, kostel sv. Jakuba většího, Cheb (od 2. světové války je dílo nezvěstné)[5]

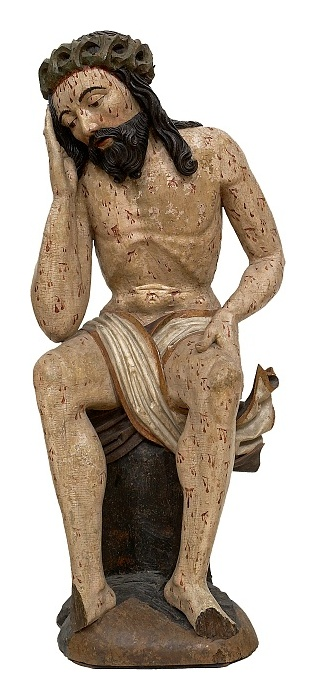
Odpočívající Kristus, Cheb (počátek 16. stol.)
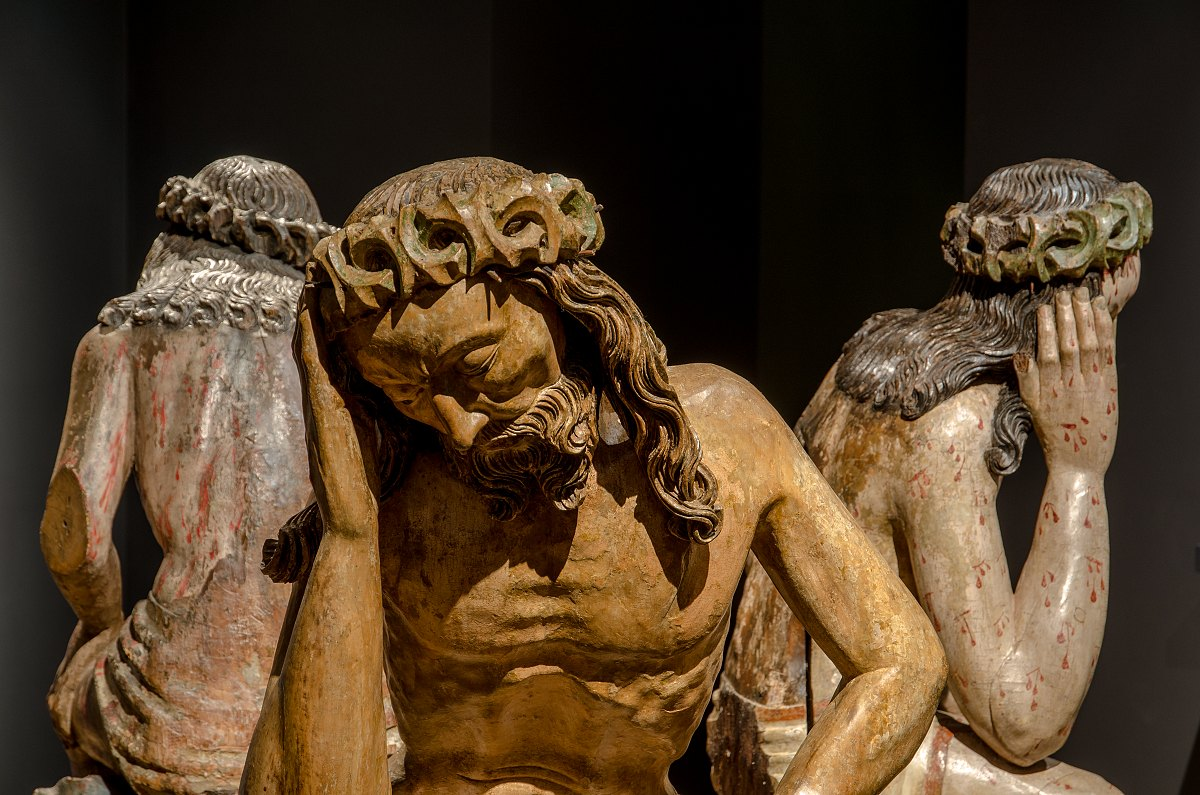
Sochy Odpočívajících Kristů, GVU Cheb